# Дживс
Ре́джинальд Дживс (в некоторых переводах Дживз, англ. Reginald Jeeves) — известный персонаж Пэлема Грэнвила Вудхауза из его знаменитого цикла комических романов и рассказов о молодом богатом аристократе Берти Вустере и его камердинере Дживсе.

## Литературный образ
Дживс в романе — это начитанный и эрудированный человек, знаток поэзии и психологии личности. Он камердинер в лучшем традиционном представлении о чопорном и тактичном английском слуге. Он неизменно выручает Берти и его друзей из всяких неприятностей. Дживс, видимо, несколько старше Берти. Берти часто называет Дживса «гением» и восторгается силой его мысли, находчивостью и познаниями в разных областях. Дживс также тщательно заботится о гардеробе Берти, о том, чтобы его одежда всегда была подобрана со вкусом и сидела на Берти безупречно. Берти же, хотя частенько полагает, что вкус изменил Дживсу, в итоге всегда признаёт, что вкус Дживса безупречен. Дживс является членом клуба дворецких и камердинеров «Младший Ганимед» (Junior Ganymede Club). В особой книге этого клуба слуги записывают все деликатные подробности жизни своих господ в назидание тем, кто будет наниматься к ним на работу.
Укрепляет свой интеллект чтением классиков философии, таких как Спиноза, и литературы. Особое внимание уделяет классикам русской литературы, в частности, Достоевскому.

## В кинематографе и на радио
Дживс многим запомнился в исполнении британского актёра-комика Стивена Фрая в телесериале «Дживс и Вустер» (1990—1993).
В одной из радиопостановок Би-Би-Си роль Дживса исполнил Дэвид Суше.